# Rodenbach (Kürten)
Rodenbach ist ein Wohnplatz in der Gemeinde Kürten im Rheinisch-Bergischen Kreis.

## Lage und Beschreibung
Der Ort liegt südlich von Ahlendung.

## Geschichte
Ab der Preußischen Neuaufnahme von 1892 ist er auf Messtischblättern regelmäßig als Rodenbach verzeichnet.
1822 lebten 16 Menschen im als Hof kategorisierten und Rodenbach bezeichneten Ort.
Der 1845 laut der Uebersicht des Regierungs-Bezirks Cöln als Hof kategorisierte Ort besaß zu dieser Zeit fünf Wohnhäuser. Zu dieser Zeit lebten 32 Einwohner im Ort, davon alle katholischen Bekenntnisses. Zu dieser Zeit wird der Ort nunmehr mit neuem Haus Ahlendunge genannt.
Die Gemeinde- und Gutbezirksstatistik der Rheinprovinz führt Rodenbach 1871 mit drei Wohnhäusern und 29 Einwohnern auf.
Im Gemeindelexikon für die Provinz Rheinland von 1888 werden fünf Wohnhäuser mit 25 Einwohnern angegeben.
1895 hatte der Ort fünf Wohnhäuser und 24 Einwohner.
1905 besaß der Ort vier Wohnhäuser und 13 Einwohner und gehörte konfessionell zum katholischen Kirchspiel Biesfeld.
1927 wurden die Bürgermeisterei Kürten in das Amt Kürten überführt. In der Weimarer Republik wurden 1929 die Ämter Kürten mit den Gemeinden Kürten und Bechen und Olpe mit den Gemeinden Olpe und Wipperfeld zum Amt Kürten zusammengelegt. Der Kreis Wipperfürth ging am 1. Oktober 1932 in den Rheinisch-Bergischen Kreis mit Sitz in Bergisch Gladbach auf.
1975 entstand aufgrund des Köln-Gesetzes die heutige Gemeinde Kürten, zu der neben den Ämtern Kürten, Bechen und Olpe ein Teilgebiet der Stadt Bensberg mit Dürscheid und den umliegenden Gebieten kam.